# Adán Godoy
Adán Godoy Rubina (né le 26 novembre 1936 à Copiapó au Chili) est un joueur de football international chilien, qui évoluait au poste de gardien de but.

## Biographie

### Carrière en sélection
Avec l'équipe du Chili, il dispute 14 matchs (pour aucun but inscrit) entre 1962 et 1966. 
Il figure notamment dans le groupe des sélectionnés lors des Coupes du monde de 1962 et de 1966. Il dispute un match face à la Yougoslavie lors du mondial 1962 organisé au Chili.